# Баталья (Португалия)
Баталья (порт.  Batalha; [bɐ'taʎɐ]) — посёлок городского типа в Португалии, центр одноимённого муниципалитета в составе округа Лейрия. Численность населения — 7,5 тыс. жителей (посёлок), 15,8 тыс. жителей (муниципалитет). Посёлок и муниципалитет входит в экономико-статистический регион Центр и субрегион Пиньял-Литорал. По старому административному делению входил в провинцию Бейра-Литорал.

## Расположение
Посёлок расположен в 10 км к югу от адм. центра округа г. Лейрия.
Муниципалитет граничит:
- на севере — муниципалитет Лейрия
- на востоке — муниципалитет Оурен
- на юго-востоке — муниципалитет Алканена
- на юго-западе — муниципалитет Порту-де-Мош
- на западе — муниципалитет Лейрия

## Население
| Население муниципалитета Баталья (1801—2004) | Население муниципалитета Баталья (1801—2004) | Население муниципалитета Баталья (1801—2004) | Население муниципалитета Баталья (1801—2004) | Население муниципалитета Баталья (1801—2004) | Население муниципалитета Баталья (1801—2004) | Население муниципалитета Баталья (1801—2004) | Население муниципалитета Баталья (1801—2004) | Население муниципалитета Баталья (1801—2004) |
| -------------------------------------------- | -------------------------------------------- | -------------------------------------------- | -------------------------------------------- | -------------------------------------------- | -------------------------------------------- | -------------------------------------------- | -------------------------------------------- | -------------------------------------------- |
| 1801                                         | 1849                                         | 1900                                         | 1930                                         | 1960                                         | 1981                                         | 1991                                         | 2001                                         | 2004                                         |
| 2510                                         | 2445                                         | 7107                                         | 9634                                         | 13 811                                       | 12 588                                       | 13 329                                       | 15 002                                       | 15 542                                       |

## История
Посёлок основан в 1500 году.

## Достопримечательности

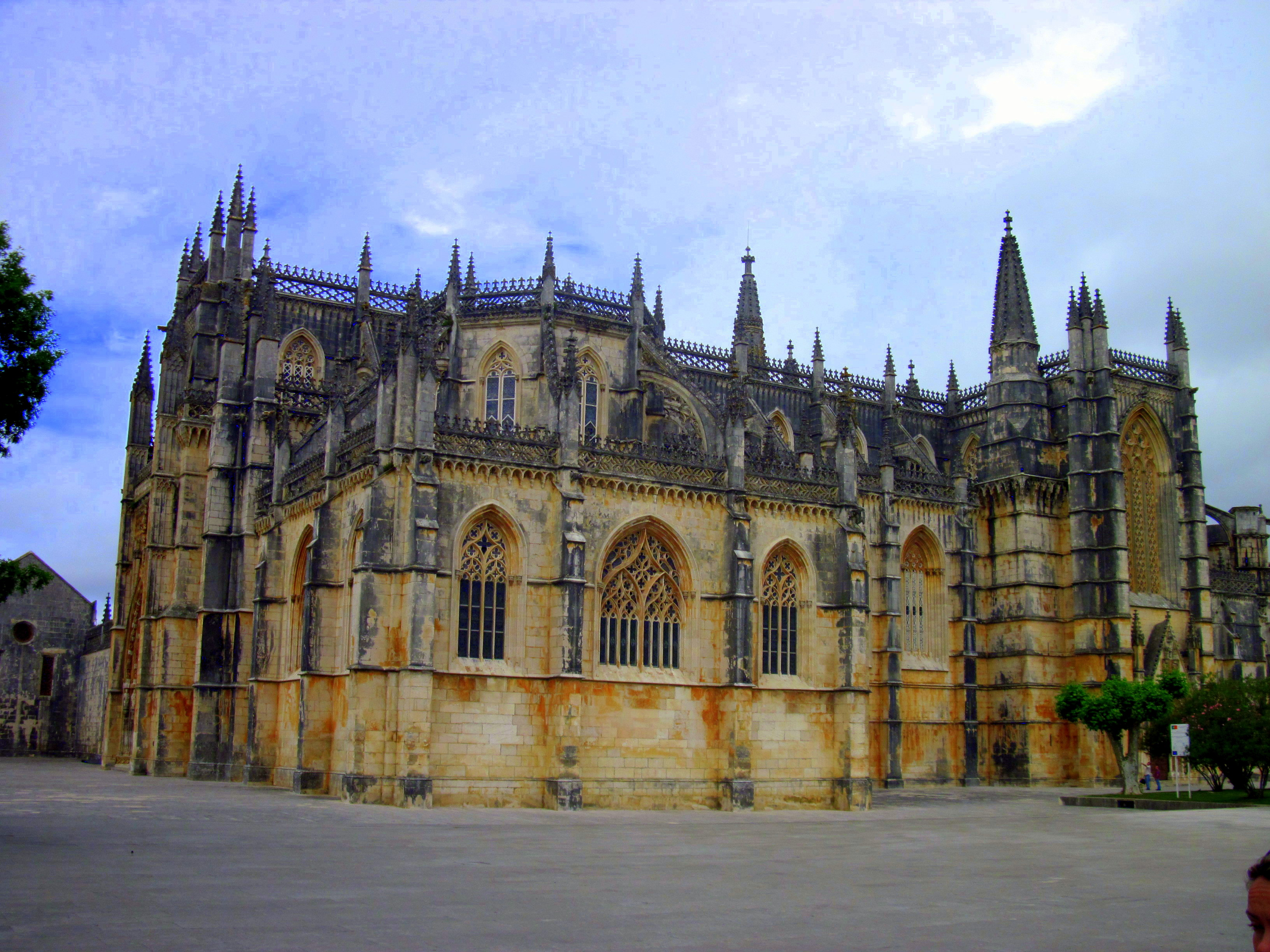
Монастырь Санта-Мария-да-Витория

В городе находится знаменитый Монастырь Баталья — доминиканский монастырь, внесённый в Список всемирного наследия ЮНЕСКО.

## Районы
- Баталья (район)
- Голпильейра
- Регенгу-ду-Фетал
- Сан-Мамеде (Баталья)